# Liste der Bürgermeister und Stadtverordnetenvorsteher in Büdingen
Diese Liste enthält die Bürgermeister der Stadt Büdingen ab dem Jahr 1800, sowie die Namen der Stadtverordnetenvorsteher ab 1972.

## Bürgermeister von 1800 bis 1821
Zwischen 1800 und 1821 hatte Büdingen zwei Bürgermeister, einen für die Altstadt und einen für die Neustadt. Den Unterlagen des Stadtarchivs ist nicht eindeutig zu entnehmen, welchem Stadtteil der jeweilige Amtsinhaber vorstand. Die Tabelle enthält daher keine Zuordnung.
| Zeitraum | Amtsinhaber               | Daten                                                                   | Amtsinhaber         | Daten                                                                      |
| -------- | ------------------------- | ----------------------------------------------------------------------- | ------------------- | -------------------------------------------------------------------------- |
| 1800     | Johann Jost Kopp          | * 10. Dezember 1752 in Büdingen † 15. Januar 1810 ebenda Märker         | Johannes Neun       | * 28. September 1747 in Büdingen † 10. Mai 1814 ebenda Märker              |
| 1801     | Johann Jost Kopp          | * 10. Dezember 1752 in Büdingen † 15. Januar 1810 ebenda Märker         | Johannes Neun       | * 28. September 1747 in Büdingen † 10. Mai 1814 ebenda Märker              |
| 1802     | Johann Jost Kopp          | * 10. Dezember 1752 in Büdingen † 15. Januar 1810 ebenda Märker         | Georg Wilhelm Stein | * 30. August 1782 in Büdingen † 7. Mai 1830 ebenda Sattlermeister          |
| 1803     | Georg Ernst Euler         | * 4. Januar 1733 in Büdingen † 19. Januar 1810 ebenda Schneidermeister  | Georg Wilhelm Stein | * 30. August 1782 in Büdingen † 7. Mai 1830 ebenda Sattlermeister          |
| 1804     | Georg Ernst Euler         | * 4. Januar 1733 in Büdingen † 19. Januar 1810 ebenda Schneidermeister  | Georg Wilhelm Stein | * 30. August 1782 in Büdingen † 7. Mai 1830 ebenda Sattlermeister          |
| 1805     | Johann Jost Kopp          | s. o.                                                                   | Georg Wilhelm Stein | * 30. August 1782 in Büdingen † 7. Mai 1830 ebenda Sattlermeister          |
| 1806     | Johann Jost Kopp          | s. o.                                                                   | Georg Wilhelm Stein | * 30. August 1782 in Büdingen † 7. Mai 1830 ebenda Sattlermeister          |
| 1807     | Georg Christoph Wiedersum | * 19. Dezember 1753 in Büdingen † 14. November 1835 ebenda Küfermeister | Georg Wilhelm Stein | * 30. August 1782 in Büdingen † 7. Mai 1830 ebenda Sattlermeister          |
| 1808     | Georg Christoph Wiedersum | * 19. Dezember 1753 in Büdingen † 14. November 1835 ebenda Küfermeister | Georg Wilhelm Stein | * 30. August 1782 in Büdingen † 7. Mai 1830 ebenda Sattlermeister          |
| 1809     | Georg Christoph Wiedersum | * 19. Dezember 1753 in Büdingen † 14. November 1835 ebenda Küfermeister | Hieronimus Wallrapp | * 4. Februar 1762 in Büdingen † 9. Juli 1826 ebenda Weißbindermeister      |
| 1810     | Georg Christoph Wiedersum | * 19. Dezember 1753 in Büdingen † 14. November 1835 ebenda Küfermeister | Hieronimus Wallrapp | * 4. Februar 1762 in Büdingen † 9. Juli 1826 ebenda Weißbindermeister      |
| 1811     | Johann Jost Kopp          | s. o.                                                                   | Georg Caspar Winter | * 21. Februar 1751 in Büdingen † 27. Januar 1823 ebenda Schuhmachermeister |
| 1812     | Johann Jost Kopp          | s. o.                                                                   | Georg Caspar Winter | * 21. Februar 1751 in Büdingen † 27. Januar 1823 ebenda Schuhmachermeister |
| 1813     | Johann Jost Kopp          | s. o.                                                                   | Philipp Carl Kahl   | * 7. März 1762 in Büdingen † 19. November 1834 ebenda Handelsmann          |
| 1814     | Johannes Wittig           | * 21. Mai 1766 in Büdingen † (unbekannt) Landwirt, Bierbrauer           | Georg Wilhelm Stein | s. o.                                                                      |
| 1815     | Johannes Wittig           | * 21. Mai 1766 in Büdingen † (unbekannt) Landwirt, Bierbrauer           | Georg Wilhelm Stein | s. o.                                                                      |
| 1816     | Johannes Wittig           | * 21. Mai 1766 in Büdingen † (unbekannt) Landwirt, Bierbrauer           | Georg Wilhelm Stein | s. o.                                                                      |
| 1817     | Johann Jost Kopp          | s. o.                                                                   | Hieronimus Wallrapp | s. o.                                                                      |
| 1818     | Johann Jost Kopp          | s. o.                                                                   | Hieronimus Wallrapp | s. o.                                                                      |
| 1819     | Johannes Knopp            | * 12. September 1762 in Büdingen † 30. April 1850 ebenda Müllermeister  | Hieronimus Wallrapp | s. o.                                                                      |
| 1820     | Johannes Knopp            | * 12. September 1762 in Büdingen † 30. April 1850 ebenda Müllermeister  | Hieronimus Wallrapp | s. o.                                                                      |
| 1821     | Johannes Knopp            | * 12. September 1762 in Büdingen † 30. April 1850 ebenda Müllermeister  | Johann Jost Kopp    | s. o.                                                                      |

## Bürgermeister ab 1822
Ab 1822 hatte Büdingen dann für beide Ortsteile Altstadt und Neustadt einen gemeinsamen Bürgermeister.
| Zeitraum  | Amtsinhaber                  | Lebensdaten                                                                       | Bemerkungen |
| --------- | ---------------------------- | --------------------------------------------------------------------------------- | --- |
| 1822–1825 | Johannes Lehning             | * 15. März 1775 in Büdingen † 19. Mai 1849 ebenda Handelsmann                     | |
| 1825–1836 | Johann Ludwig Eberling       | * 25. Juli 1773 in Büdingen † 14. April 1846 ebenda Schneidermeister              | |
| 1836      | Ludwig Treut                 | * 15. Februar 1793 in Büdingen † 7. Juli 1868 ebenda Bäckermeister                | |
| 1837–1840 | Jacob Döring                 | * 30. März 1789 in Büdingen † 13. November 1851 ebenda Schuhmachermeister         | |
| 1840–1842 | Johann Henrich Hölzinger     | * 25. Juni 1788 in Büdingen † 2. September 1848 ebenda Bäckermeister              | Die Amtsgeschäfte führte 1842 Gemeinderatsmitglied F. W. Jeckel                                                                                   |
| 1842–1847 | Friedrich Wilhelm Jeckel     | * 19. Juli 1811 in Büdingen † (unbekannt) Ortseinnehmer                           | Heimliche Entfernung aus Büdingen vermutlich wegen Schulden                                                                                       |
| 1848      | J. Konrad Urbach             | * 25. Februar 1792 in Büdingen † 19. Juni 1874 ebenda Müllermeister               | |
| 1848–1854 | Johannes Schmück             | * 31. Oktober 1806 in Büdingen † 18. April 1879 ebenda Schuhmachermeister         | |
| 1854–1865 | Johann Friedrich Eckel       | * 1801 in Laubach † (unbekannt) Handelsmann                                       | |
| 1865–1886 | Henrich Hölzinger II.        | * 15. März 1828 in Büdingen † 7. Januar 1887 ebenda Bäckermeister                 | Die Amtsgeschäfte führte 1886 der Beigeordnete Rullmann                                                                                           |
| 1887      | Wilhelm Meyer                | * (unbekannt) † (unbekannt) Steinbruchbesitzer                                    | Wahl am 24. Februar 1887: 177 Stimmen von 425 Wahlberechtigten. Lt. Unterlagen nur 2 Wochen im Amt.                                               |
| 1887–1909 | Wilhelm Knaf I               | * 4. März 1847 in Büdingen † 19. Juni 1917 ebenda Gastwirt                        | |
| 1909–1926 | Friedrich Wilhelm Karl Fendt | * 4. Dezember 1854 in Büdingen † 2. Oktober 1926 ebenda Landwirt, Färbermeister   | |
| 1926–1932 | Georg Hildner                | * 4. April 1892 in Büdingen † 7. Januar 1964 in Darmstadt Steuerinspektor         | |
| 1932–1942 | Emil Diemer                  | * 31. Januar 1890 in Büdingen † 13. März 1962 ebenda Steuerinspektor              | |
| 1943      | Heinrich Weickhardt          |                                                                                   | kommissarisch von März bis Juni 1943 |
| 1943–1945 | Gustav Knaus                 | * 4. April 1891 in Marburg † 4. Juni 1953 in Büdingen Kaufmännischer Angestellter | kommissarisch von August 1943 bis Januar 1945 |
| 1945      | Michael Preiß                | * 6. Juni 1900 in Pfirschbach † 8. November 1966 in Büdingen Oberstadtsekretär    | Eingesetzt durch Otto Friedrich Fürst zu Ysenburg und Büdingen für die letzten zwei Tage - Karfreitag marschierten die Amerikaner in Büdingen ein |

## Bürgermeister ab 1945
Nach der Gebietsreform von 1972 war der Bürgermeister auch für die 15 neu eingemeindeten Stadtteile zuständig.
| Zeitraum  | Amtsinhaber      | Lebensdaten                                                         | Bemerkungen                                                                                                 |
| --------- | ---------------- | ------------------------------------------------------------------- | --- |
| 1945–1949 | Max Scheingraber | * 14. Mai 1890 in Raunheim am Main † 10. Juli 1949 in Gießen        | |
| 1950–1962 | Emil Diemer      | * 31. Januar 1890 in Büdingen † 13. März 1962 ebenda                | Steuerinspektor                                                                                             |
| 1962–1976 | Willi Zinnkann   | * 27. Oktober 1915 in Worms † 23. Oktober 1997 in Büdingen          | SPD - Regierungsrat                                                                                         |
| 1976–1982 | Roland Manz      | * 21. September 1938 in Fulda † 15. Juli 2014 in Büdingen           | SPD - Regierungsdirektor im Hess. Innenministerium                                                          |
| 1982–1997 | Eberhard Bauner  | * 15. Oktober 1942 in Berlin † 28. Oktober 1997 in Wangen im Allgäu | CDU - Kommunalpolitischer Referent der CSU-Landesleitung, München. Während der dritten Amtszeit verstorben. |
| 1998–2004 | Bernd Luft       | * 12. November 1955 in Düdelsheim                                   | CDU - Prokurist                                                                                             |
| 2004–2022 | Erich Spamer     | * 31. Oktober 1951 in Büdingen                                      | FWG |
| ab 2022   | Benjamin Harris  | * 4. April 1977 in Gelnhausen                                       | CDU |

## Stadtverordnetenvorsteher
| Zeitraum  | Amtsinhaber              | Lebensdaten                                                               | Bemerkungen |
| --------- | ------------------------ | ------------------------------------------------------------------------- | ----------- |
| 1972–1977 | Herbert Schnierle        | * 20. August 1920 in Calbach † 11. März 2001 in Büdingen                  | SPD         |
| 1977–1989 | Bernfried Wieland (Bild) | * 12. Januar 1935 in Neisse (Oberschlesien) † 4. Oktober 2018 in Büdingen | CDU         |
| 1989–1993 | Ulrich Engler            | * 12. November 1949 in Ründeroth † 19. Januar 2011 in Büdingen            | SPD         |
| 1993–1997 | Bernfried Wieland        | s. o.                                                                     | CDU         |
| 1997–2006 | Siegfried Müller         | * 5. September 1939 in Herne                                              | SPD         |
| 2006–2016 | Bernd Luft (Bilder)      | * 12. November 1955 in Düdelsheim                                         | CDU         |
| 2016–2021 | Reiner Marhenke          | * 5. Juli 1954 in Marienhagen                                             | FWG         |
| 2021–     | Dieter Jentzsch          |                                                                           | CDU         |